# Jhonas Enroth
Jhonas Enroth (* 25. Juni 1988 in Stockholm) ist ein schwedischer Eishockeytorwart, der seit Mai 2020 bei Örebro HK aus der Svenska Hockeyligan unter Vertrag steht.

## Karriere
Jhonas Enroth begann seine Karriere 2003 bei der U18-Mannschaft von Huddinge IK. Bereits in der Saison 2004/05 stieg in die U20-Altersklasse auf und durfte zudem zwei Spiele für die Profimannschaft von Huddinge in der Allsvenskan Süd bestreiten, dort konnte er sich jedoch noch nicht durchsetzen.
Im Sommer 2005 wechselte Enroth zu Södertälje SK, wo er alleiniger Stammtorhüter der U20-Junioren wurde und durch sehr gute Leistungen, wie einen Gegentordurchschnitt von 2,17, auch die nordamerikanischen Mannschaften auf sich aufmerksam machte. Als am besten eingeschätzter europäischer Torhüter in der Rangliste für den NHL Entry Draft 2006 wurde er schließlich von den Buffalo Sabres in der zweiten Runde an Position 46 ausgewählt.
Die Saison 2006/07 verbrachte Enroth bei den Profis von Södertälje in der zweitklassigen HockeyAllsvenskan. Zusammen mit Magnus Lindquist teilte er sich die Einsätze im Tor und beide verhalfen der Mannschaft zum Aufstieg in die Elitserien, als sie mit nur 74 Gegentreffern in den 45 Saisonspielen die mit Abstand wenigsten Gegentore in der Liga kassierten. In der Saison 2007/08 bildet Enroth zusammen mit Björn Bjurling das Torhütergespann bei Södertälje SK und konnte erneut durch sehr gute Leistungen überzeugen.
Am 31. Mai 2008 unterschrieb er einen Dreijahresvertrag bei den Buffalo Sabres. Dort wurde er in der Spielzeit 2008/09 bei den Portland Pirates in der American Hockey League, dem Farmteam der Sabres, eingesetzt und debütierte in einem Spiel in der NHL. Im ersten Junior Draft der Kontinentalen Hockey-Liga im Sommer 2009 wurde er in der dritten Runde an 66. Stelle von Atlant Mytischtschi ausgewählt, die sich somit seine Transferrechte bei einem Wechsel in die KHL sicherten.
In der Saison 2010/11 kam Enroth aufgrund verletzungsbedingter Ausfälle von Ryan Miller zu insgesamt 15 Einsätzen bei den Buffalo Sabres in der NHL.
Im Februar 2015 gaben ihn die Buffalo Sabres an die Dallas Stars ab und erhielten im Gegenzug Anders Lindbäck sowie ein erfolgsabhängiges Drittrunden-Wahlrecht für den NHL Entry Draft 2016. In Dallas blieb Enroth nur bis zum Saisonende, als sein auslaufender Vertrag nicht verlängert wurde und er sich daher als Free Agent im Juli 2015 für eine Spielzeit den Los Angeles Kings anschloss. Nach Auslauf seines Vertrages wechselte der Schwede zu den Toronto Maple Leafs. Dort verpflichtete er sich zunächst ebenfalls für ein Spieljahr. Mit seinen Leistungen konnte er sich in der ersten Saisonhälfte allerdings nicht nachhaltig empfehlen, wodurch er im Januar 2017 für ein Siebtrunden-Wahlrecht im NHL Entry Draft 2018 an die Anaheim Ducks abgegeben wurde. Diese schickten ihn zu ihrem Farmteam, den San Diego Gulls.
In San Diego beendete der Schwede die Saison und erhielt im Anschluss keinen weiterführenden Vertrag, sodass er in der Folge nach Europa zurückkehrte und einen Einjahresvertrag beim HK Dinamo Minsk aus der Kontinentalen Hockey-Liga unterzeichnete.

### International
Bei den Olympischen Spielen 2014 gewann Enroth mit der schwedischen Nationalmannschaft die Silbermedaille, blieb dabei allerdings ohne Einsatz. Im September 2016 war Enroth erneut Teil des schwedischen Aufgebots, blieb jedoch beim Erreichen des dritten Platzes beim World Cup of Hockey 2016 erneut ohne Einsatz.

## Erfolge und Auszeichnungen

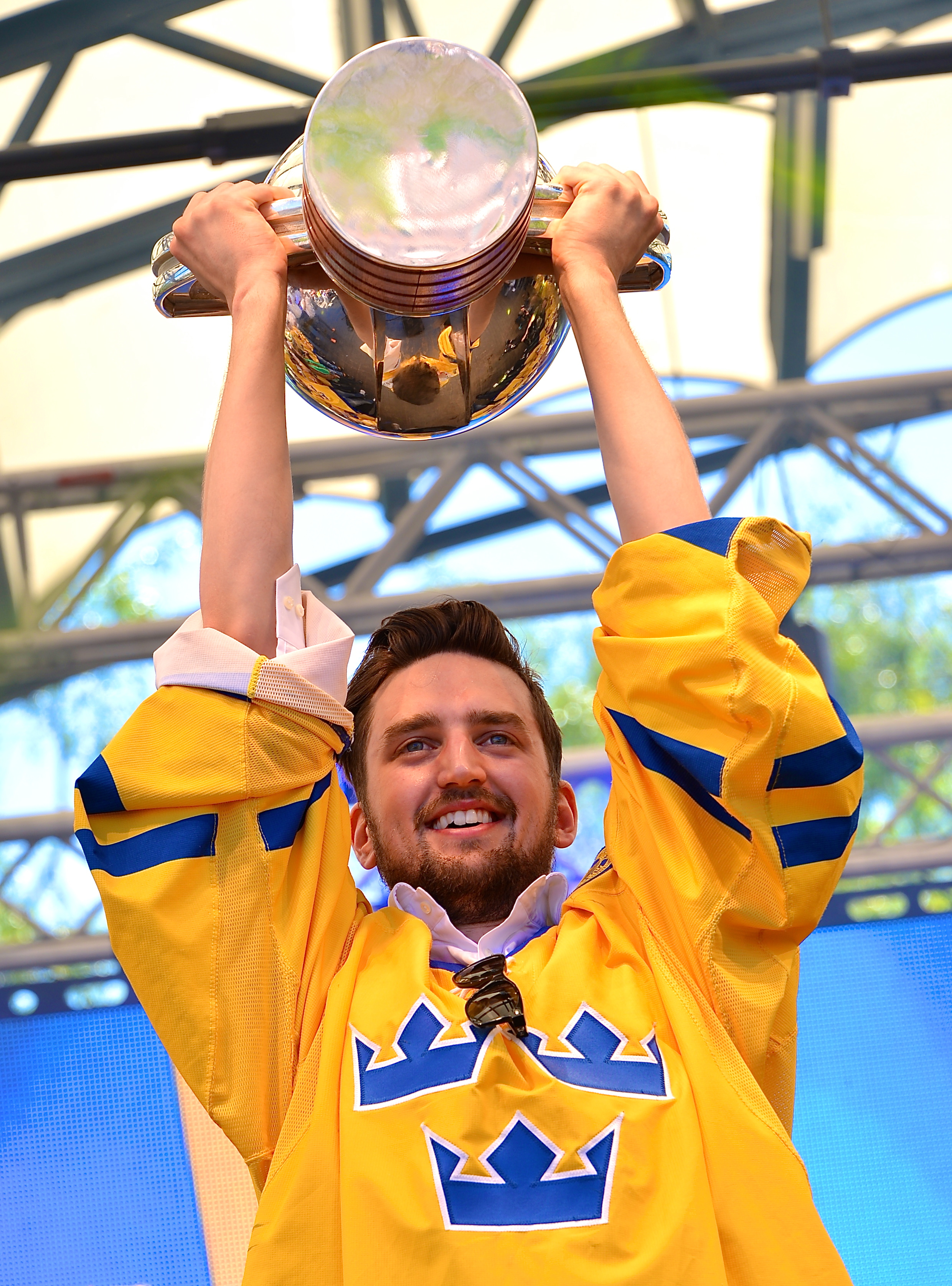
Enroth nach der gewonnenen WM 2013

- 2007 Aufstieg in die Elitserien mit Södertälje SK
- 2012 NHL All-Rookie Team
- 2022 Honkens trofé

### International
- 2005 Bronzemedaille bei der U18-Junioren-Weltmeisterschaft
- 2008 Silbermedaille bei der U20-Junioren-Weltmeisterschaft
- 2013 Goldmedaille bei der Weltmeisterschaft
- 2013 Bester Torhüter der Weltmeisterschaft
- 2013 All-Star-Team der Weltmeisterschaft
- 2014 Silbermedaille bei den Olympischen Winterspielen
- 2016 Platz 3 beim World Cup of Hockey

## Karrierestatistik
Stand: Ende der Saison 2016/17

### International
(Legende zur Torhüterstatistik: GP oder Sp = Spiele insgesamt; W oder S = Siege; L oder N = Niederlagen; T oder U oder OT = Unentschieden oder Overtime- bzw. Shootout-Niederlage; Min. = Minuten; SOG oder SaT = Schüsse aufs Tor; GA oder GT = Gegentore; SO = Shutouts; GAA oder GTS = Gegentorschnitt; Sv% oder SVS% = Fangquote; EN = Empty Net Goal; 1 Play-downs/Relegation; Kursiv: Statistik nicht vollständig)